# Shantol Jackson
Shantol Jackson (* 7. Juli 1992 in Portmore) ist eine jamaikanische Schauspielerin.

## Leben
Gemeinsam mit ihrer Schwester Suane wuchs Shantol Jackson in Kingston auf. Sie besuchte die Southborough Primary School. Dort weckten ihre Lehrer ihr Interesse an amerikanischer Volksmusik. In der fünften Klasse gewann Shantol eine Silbermedaille für ein Musikstück. Im siebten Schuljahr an der Ardenne High School besuchte sie gleichzeitig einen Drama-Club, in dem ihre Begeisterung für die Schauspielerei begann. Jackson wirkte zunächst in verschiedenen Theaterstücken mit. Im Alter von neunzehn Jahren spielte sie die Nardia in Thicker than water. 2015 war sie in verschiedenen Rollen in God Guh Wid Yuh zu sehen und eine Spielzeit später als Candy Barr in Same difference. Im gleichen Jahr stand sie auch zum ersten Mal vor einer Filmkamera. Als „Sugar“ spielte sie im gleichnamigen Kurzfilm eine Hauptrolle, in Sprinter verkörperte sie die Leichtathletin Kerry Hall, die zum großen Vorbild für einen jungen Sportler wurde. In diesem Drama arbeitete sie unter anderem mit dem achtfachen Olympiasieger und elffachen Weltmeister Usain Bolt zusammen, der sich selbst darstellte.
2018 spielte die Jamaikanerin in Yardie die Yvonne unter der Regie von Idris Elba. Größere Bekanntheit erreichte sie in Deutschland durch ihre Präsenz in der britisch-französischen Fernsehserie Death in Paradise. Seit der ersten Folge der elften Staffel ist sie als Naomi Thomas zu sehen, ein zunächst unerfahrener Sergeant, der den Detective Inspector Neville Parker (Darsteller Ralf Little) beim Aufklären der Morde und weiterer Verbrechen auf der fiktiven Insel Saint Marie unterstützt. Nachdem Florence Cassell (Schauspielerin Joséphine Jobert) in Episode fünf zum zweiten Mal das Ermittlerteam verlassen hat, wird Thomas in der nächsten Folge auf Vorschlag ihres Kollegen Marlon Pryce (Darsteller Tahj Miles) zum  Detective Sergeant befördert. In Beyond Paradise ist sie in der sechsten Episode der ersten Staffel auch im Einsatz.

## Filmografie (Auswahl)
- 2016: Sugar (Kurzfilm)
- 2018: Sprinter (Drama)
- 2018: Yardie (Kriminalfilm)
- seit 2021: Death in Paradise (Fernsehserie, 18 Folgen)
- 2023: Beyond Paradise (Fernsehserie, 1 Folge)